# Childline India
Childline India Foundation — неправительственная индийская горячая линия, созданная по принципу телефона доверия для детей, попавших в сложные жизненные ситуации. Создана социальной предпринимательницей Джеру Баллиморией. CIF создала первый в Индии 24-часовой бесплатный номер телефона для детей. Помимо основной своей функции, организация даёт образование детям из бедных семей прямо по телефону. В среднем в Childline India поступает два миллиона звонков в год. Большинство из звонящих детей желают спастись от их работы [что?]. Согласно переписи населения Индии 2001 года, в стране более 12,7 млн работающих детей в возрасте от 5 до 14 лет.
Номер горячей линии — 1098.

## История
Childline India Foundation появился как экспериментальный проект в июне 1996 года под руководством Джеру Биллимории, профессора кафедры семьи и детства Института социальных наук Тата в Мумбаи. В дальнейшем была создана целая сеть Чайлдлайн Индия, которая распространилась по всей стране в 1998-99 годах. К 2014 году в Индии колл-центры были расположены в 291 городе. Проект был поддержан Министерством по делам женщин и развития ребёнка, оно стало головной организацией для поддержки и мониторинга услуг CIF по всей Индии. Секретарь Министерства стал председателем Совета управляющих Фонда. В мае 2013 года в Ахмадабаде организацией было спасено 16 детей в возрасте между 14 и 17 годами, работающих в различных частях города.